# ひまつぶし軍団
ひまつぶし軍団（ひまつぶしぐんだん）はKBCラジオで放送されたラジオ番組。団長ことパーソナリティはKBCアナウンサーの逸見明正。内容はリスナーからの投稿ネタ番組。

## 2003年シーズン
2003年10月から2004年3月までの約半年間、月曜日の24:30から25:00まで放送。
コーナーに採用されるごとに1ヘンミをもらうことができ、その回の中で最も団長が気に入ったネタにはヒマVPとして2ヘンミがもらえた。そのヘンミを2ヶ月ごとに集計した「FUKUOKAネタ職人ランキング」で1位を獲得した人には団長からのプレゼントが贈られた。
途中で団長が新婚旅行で2度抜けたり、加藤鷹がゲストで登場したこともあった。

### コーナー内容
- 「空想薀蓄」（有名人、芸能人のうわさ）
- 「有名人川柳5・7・5」（ネタは有名人ならOK）
- 「音波（おとは）」（不思議な曲、音源を32歳あーのるど君と取り上げる）
- 「ヒマ人万歳」（毎回違うお題で投稿してもらう）

この中から様々な軍団を紹介する「軍団パラダイス」が「空想薀蓄」の代わりにレギュラーコーナーに昇格した。

## 2004年シーズン
約半年のブランクの後、2004年10月2日に復活。土曜日の22:30から22:55までの放送で、副団長としてストリートパフォーマーのてのひらが加わる。
今回は団長がその回で一番気に入ったネタを投稿してくれた人（ヒマVP）に団長からのプレゼントを贈ることになった。

### コーナー内容
- 「てのひらに太陽を」（課題曲の替え歌をてのひらが歌う）
- これに加え、2003年シーズンより「音波（おとは）」、「ヒマ人万歳」が残留。

2005年4月2日をもって放送は終了。その後、2人は『カプセルマガジン』（月曜～金曜24：05～24:30）の木曜日に移行したが、2007年3月をもって終了した。